# Polisskolan 5 – Uppdrag Miami Beach
Polisskolan 5 – Uppdrag Miami Beach, (originaltitel: Police Academy 5: Assignment: Miami Beach) amerikansk film från 1988 och den femte filmen i filmserien om de klantiga poliserna i Polisskolan.

## Handling
Rektor Eric Lassard har uppnått den nationella obligatoriska pensionsåldern, vilket innebär att han skall kasta in handduken och lämna över ämbetet till en framtida efterträdare. Men han går inte tomhänt utan han skall hyllas som årets polisman vid det nationella poliskonventet i Miami Beach så att han kan lämna yrket med stil. Samtidigt bestämmer sig den girige kommissarie Thaddeus Harris att följa med till Miami för att hylla Lassard i hopp om att polismästare Hurst skall inse att han är den rätte efterträdaren till rektorsämbetet. Men denna roliga och spännande historia kommer i vägen för en ligas försök att smuggla juveler utomlands, vilket leder till kidnappningar och båtjakter.

## Rollista (i urval)
| Bubba Smith         | – Sgt. Moses Hightower           |
| David Graf          | – Sgt. Eugene Tackleberry        |
| Michael Winslow     | – Sgt. Larvell Jones             |
| Leslie Easterbrook  | – Lt. Debbie Callahan            |
| Marion Ramsey       | – Sgt. Laverne Hooks             |
| Lance Kinsey        | – Lt. Proctor                    |
| G.W. Bailey         | – Capt. Thaddeus Harris          |
| Matt McCoy          | – Sgt. Nick Lassard              |
| George Gaynes       | – Cmndt. Eric Lassard            |
| George R. Robertson | – Police Commissioner Hurst      |
| Rene Auberjonois    | – Tony                           |
| Janet Jones         | – Kate                           |
| Tab Thacker         | – Officer Thomas 'House' Conklin |

## Trivia
- Regissören Alan Myerson syns i filmen som mannen på planet som vägrar att sluta röka när Hooks ber honom om det.
- Detta är sista gången vi får se Tab Thackers rollfigur Officer "House" Conklin i filmserien.